# Namthip Jongrachatawiboon
 (août 2023).
Namthip Jongrachatawiboon, (thaï : น้ำทิพย์ จงรัชตวิบูลย์) née le 23 novembre 1982 à Bangkok, est une chanteuse actrice et mannequin thaïlandaise.

## Biographie
Namthip commence sa carrière dans l'industrie du divertissement à l'âge de 12 ans dans la publicité. Elle été présentée par Araya Indra - l'un des célèbres stylistes de mode en Thaïlande.
Elle devient chanteuse en 1999 après le clip Rak Mak Ken Pai, elle sort son premier album en 2000.